# Crotenay
Crotenay est une commune française située dans le département du Jura, la région culturelle et historique de Franche-Comté et la région administrative Bourgogne-Franche-Comté. 
Elle fait partie de la communauté de communes Champagnole Nozeroy Jura.

## Géographie
Crotenay est situé au pied du massif du Jura.

### Cadre géologique
La commune de Crotenay s'inscrit dans la grande région naturelle du Jura externe, où elle s'est installée au Nord de la combe d'Ain dominée par la côte de l'Heute qui sépare le plateau de Champagnole du plateau de Lons-le-Saunier. Elle s'est implantée sur une haute terrasse de graviers correspondant à un delta (cône glaciolacustre) de bord de lac glaciaire qui bordait la combe.
Le site « est constitué d'une successions de cinq cordons morainiques illustrant autant de stades de retrait-stabilité et d'un delta glacio lacustre structuré par les eaux de fonte et les apports sédimentaires en bordure du paléolac de la Combe d’Ain ».

Carte géologique simplifiée des unités structurales du massif du Jura.
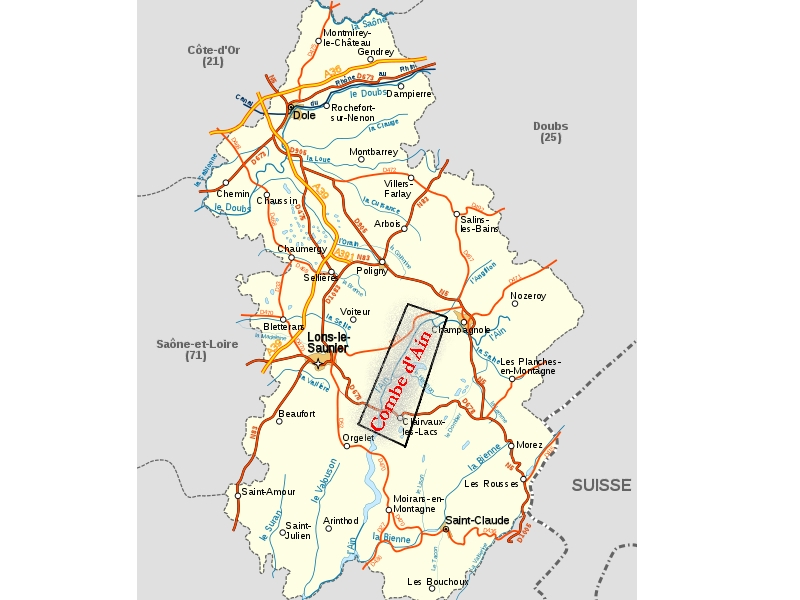
La Combe d'Ain.

### Climat
Pour des articles plus généraux, voir Climat de la Bourgogne-Franche-Comté et Climat du département du Jura.
En 2010, le climat de la commune est de type climat de montagne, selon une étude du Centre national de la recherche scientifique s'appuyant sur une série de données couvrant la période 1971-2000. En 2020, Météo-France publie une typologie des climats de la France métropolitaine dans laquelle la commune est exposée à un climat semi-continental et est dans la région climatique  Jura, caractérisée par une forte pluviométrie en toutes saisons (1 000 à 1 500 mm/an), des hivers rigoureux et un ensoleillement médiocre. 
Pour la période 1971-2000, la température annuelle moyenne est de 9,3 °C, avec une amplitude thermique annuelle de 16,9 °C. Le cumul annuel moyen de précipitations est de 1 547 mm, avec 13,4 jours de précipitations en janvier et 10 jours en juillet. Pour la période 1991-2020, la température moyenne annuelle observée sur la station météorologique de Météo-France la plus proche, « Besain », sur la commune de Besain à 4 km à vol d'oiseau, est de 9,6 °C et le cumul annuel moyen de précipitations est de 1 525,6 mm. 
La température maximale relevée sur cette station est de 39,5 °C, atteinte le 25 juillet 2019 ; la température minimale est de −33 °C, atteinte le 2 janvier 1971,,. 
Les paramètres climatiques de la commune ont été estimés pour le milieu du siècle (2041-2070) selon différents scénarios d'émission de gaz à effet de serre à partir des nouvelles projections climatiques de référence DRIAS-2020. Ils sont consultables sur un site dédié publié par Météo-France en novembre 2022.

## Urbanisme

### Typologie
Au 1er janvier 2024, Crotenay est catégorisée commune rurale à habitat dispersé, selon la nouvelle grille communale de densité à sept niveaux définie par l'Insee en 2022.
Elle est située hors unité urbaine. Par ailleurs la commune fait partie de l'aire d'attraction de Champagnole, dont elle est une commune de la couronne,. Cette aire, qui regroupe 43 communes, est catégorisée dans les aires de moins de 50 000 habitants,.

### Occupation des sols
L'occupation des sols de la commune, telle qu'elle ressort de la base de données européenne d’occupation biophysique des sols Corine Land Cover (CLC), est marquée par l'importance des forêts et milieux semi-naturels (43,6 % en 2018), en augmentation par rapport à 1990 (41,9 %). La répartition détaillée en 2018 est la suivante : 
forêts (41,4 %), terres arables (32,4 %), prairies (9,1 %), mines, décharges et chantiers (7,3 %), zones urbanisées (5 %), espaces verts artificialisés, non agricoles (2,6 %), milieux à végétation arbustive et/ou herbacée (2,1 %). L'évolution de l’occupation des sols de la commune et de ses infrastructures peut être observée sur les différentes représentations cartographiques du territoire : la carte de Cassini (XVIIIe siècle), la carte d'état-major (1820-1866) et les cartes ou photos aériennes de l'IGN pour la période actuelle (1950 à aujourd'hui).

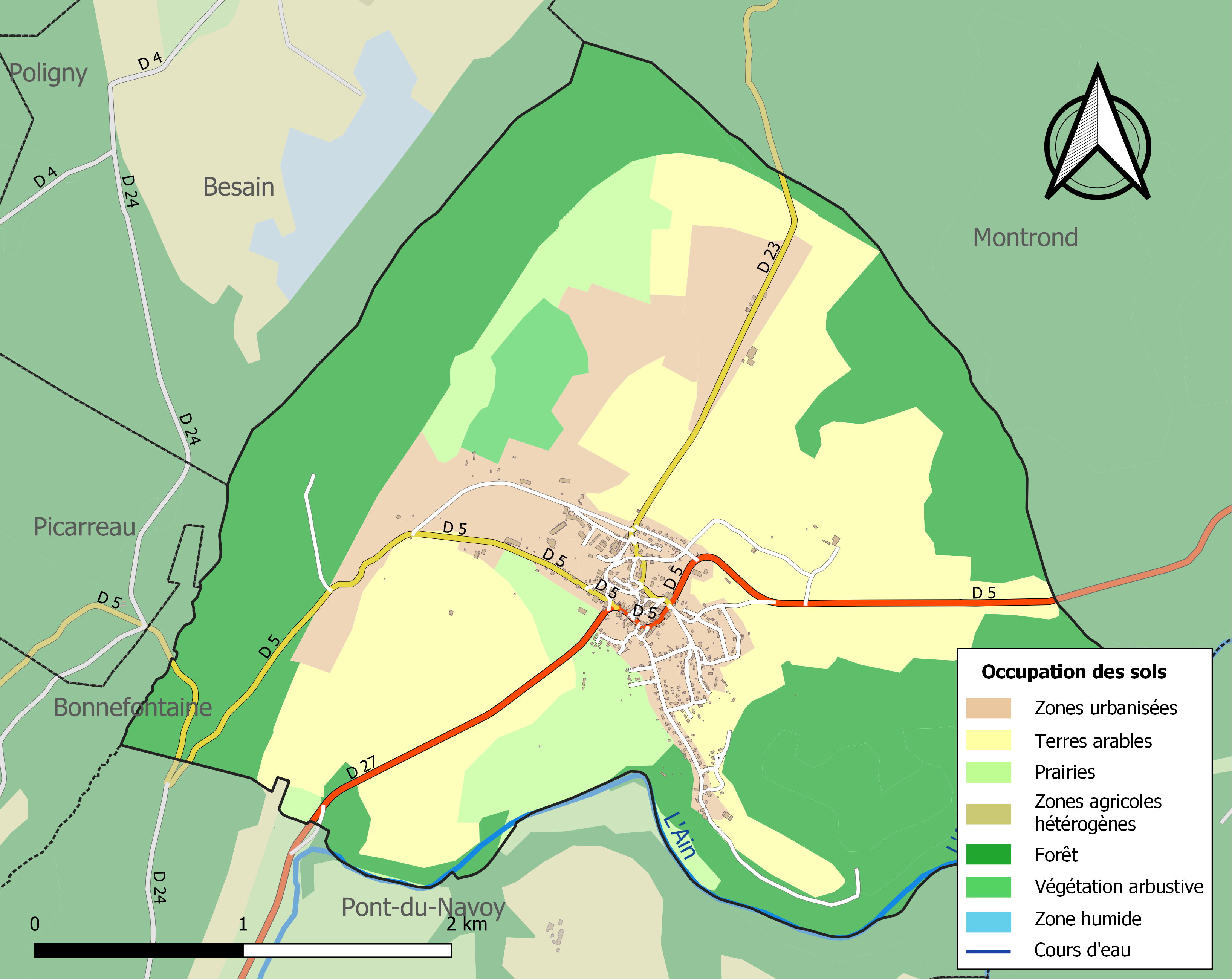
Carte des infrastructures et de l'occupation des sols de la commune en 2018 (CLC).

## Histoire
Situé en territoire séquane, le village s'est développé autour d'une voie romaine allant des Salins vers l'Est par les cols de Morbier et de Saint Cergue. Situé au bas de la montagne de l'Heute au milieu d'une immense plaine où serpente l'Ain, mais suffisamment large et étendue pour y accueillir un aérodrome, le village est entouré, au sortir de la montagne de l'Heute à l'Ouest par le plateau de Chatelneuf au Sud-Est, par la petite colline de Montsogeon à l'Est, par la colline plus haute du Mont-Rivel au Nord Est. L'Ain serpente dans la plaine de Crotenay venant d'un site très touristique dénommé « Perte de l'Ain » et après avoir parcouru un défilé très étroit en aval de Champagnole. Les traces d'une route protohistorique sont visibles au travers de la montagne de l'Heute, prouvant le passage très ancien de voyageurs et de charrois transportant notamment le sel des salines de Lons le Saulnier, Poligny et Salins vers le territoire des Helvètes et le lac Léman, par les cols de Morbier et de Saint Cergue.
Dans un opuscule de 1847, Édouard Clerc rapporte sans y accorder créance, qu'une tradition, accréditée dans le Jura, situe le combat de cavalerie préliminaire au siège d'Alésia dans la plaine de Crotenay, la Combe d'Ain.
André Berthier reprend ce lieu dans les années 1960 dans le cadre de son hypothèse de localisation d'Alésia à Chaux-des-Crotenay. 
La présence germanique y est attestée par le cimetière mérovingien de Crotenay, l’une des plus vastes nécropoles de Franche-Comté, fouillé de 1967 à 1973 ; il comprend des tombes du Ve au IXe siècle[réf. nécessaire]. Le château de Crotenay fut démantelé par Louis XI et Louis XIV[réf. nécessaire].
Crotenay est chef-lieu de canton de 1790 à 1801.

## Politique et administration
| Période    | Période  | Identité           | Étiquette | Qualité                    |
| ---------- | -------- | ------------------ | --------- | -------------------------- |
| avant 1988 | ?        | Edouard Jeanpierre |           |                            |
| avant 1995 | ?        | Serge Gay          |           |                            |
| 1995       | 2001     | Frédéric Zygmunt   |           |                            |
| mars 2001  | 2020     | Bernard Plantard   | DVG       | Retraité de l'enseignement |
| 2020       | En cours | Olivier Cavallin   |           |                            |

### Élections
Les élections montrent une réalité de la politique du village, voici les derniers résultats : 
|                                 | FN-Extrême droite | UMP-DVD                     | Centre  | PS-DVG                                | EE-Les Verts  | FdG-Extrême gauche |
| ------------------------------- | ----------------- | --------------------------- | ------- | ------------------------------------- | ------------- | ------------------ |
| Élections régionales de 2010    | 8,94 %+4,88 %     | 21,14 %                     | 4,88 %  | 39,84 %                               | 12,60 %       | 3,25 %+2,03 %      |
| Élections européennes de 2009   | 5,10 %            | 21,43 %+5,10 %              | 9,69 %  | 19,39 %                               | 17,35 %       | 7,14 %+5,61 %      |
| Élection présidentielle de 2007 | 12,91 %+2,82 %    | 29,81 % - 2d tour : 54,74 % | 17,61 % | 2d tour : 25,82 % - 2d tour : 45,26 % | 2,11 %+2,11 % | 1,64 %+3,99 %      |

## Démographie
L'évolution du nombre d'habitants est connue à travers les recensements de la population effectués dans la commune depuis 1793. Pour les communes de moins de 10 000 habitants, une enquête de recensement portant sur toute la population est réalisée tous les cinq ans, les populations de référence des années intermédiaires étant quant à elles estimées par interpolation ou extrapolation. Pour la commune, le premier recensement exhaustif entrant dans le cadre du nouveau dispositif a été réalisé en 2008.

En 2022, la commune comptait 619 habitants, en évolution de −5,35 % par rapport à 2016 (Jura : −0,81 %, France hors Mayotte : +2,11 %).
| 1793 | 1800 | 1806 | 1821 | 1831 | 1836 | 1841 | 1846 | 1851 |
| ---- | ---- | ---- | ---- | ---- | ---- | ---- | ---- | ---- |
| 409  | 401  | 404  | 428  | 436  | 434  | 409  | 412  | 441  |

| 1856 | 1861 | 1866 | 1872 | 1876 | 1881 | 1886 | 1891 | 1896 |
| ---- | ---- | ---- | ---- | ---- | ---- | ---- | ---- | ---- |
| 481  | 427  | 430  | 398  | 364  | 353  | 375  | 388  | 404  |

| 1901 | 1906 | 1911 | 1921 | 1926 | 1931 | 1936 | 1946 | 1954 |
| ---- | ---- | ---- | ---- | ---- | ---- | ---- | ---- | ---- |
| 352  | 342  | 306  | 284  | 293  | 351  | 346  | 364  | 384  |

| 1962 | 1968 | 1975 | 1982 | 1990 | 1999 | 2006 | 2008 | 2013 |
| ---- | ---- | ---- | ---- | ---- | ---- | ---- | ---- | ---- |
| 350  | 373  | 496  | 582  | 579  | 598  | 632  | 639  | 667  |

| 2018 | 2022 | - | - | - | - | - | - | - |
| ---- | ---- | - | - | - | - | - | - | - |
| 627  | 619  | - | - | - | - | - | - | - |

## Économie

### Ressources et productions
- Exploitations forestières (3 entreprises).
- Carrières de sable et gravier.
- Pâturages, polyculture. Bovins, apiculture : 2 producteurs laitiers, 3 agriculteurs.

### Services et tourisme

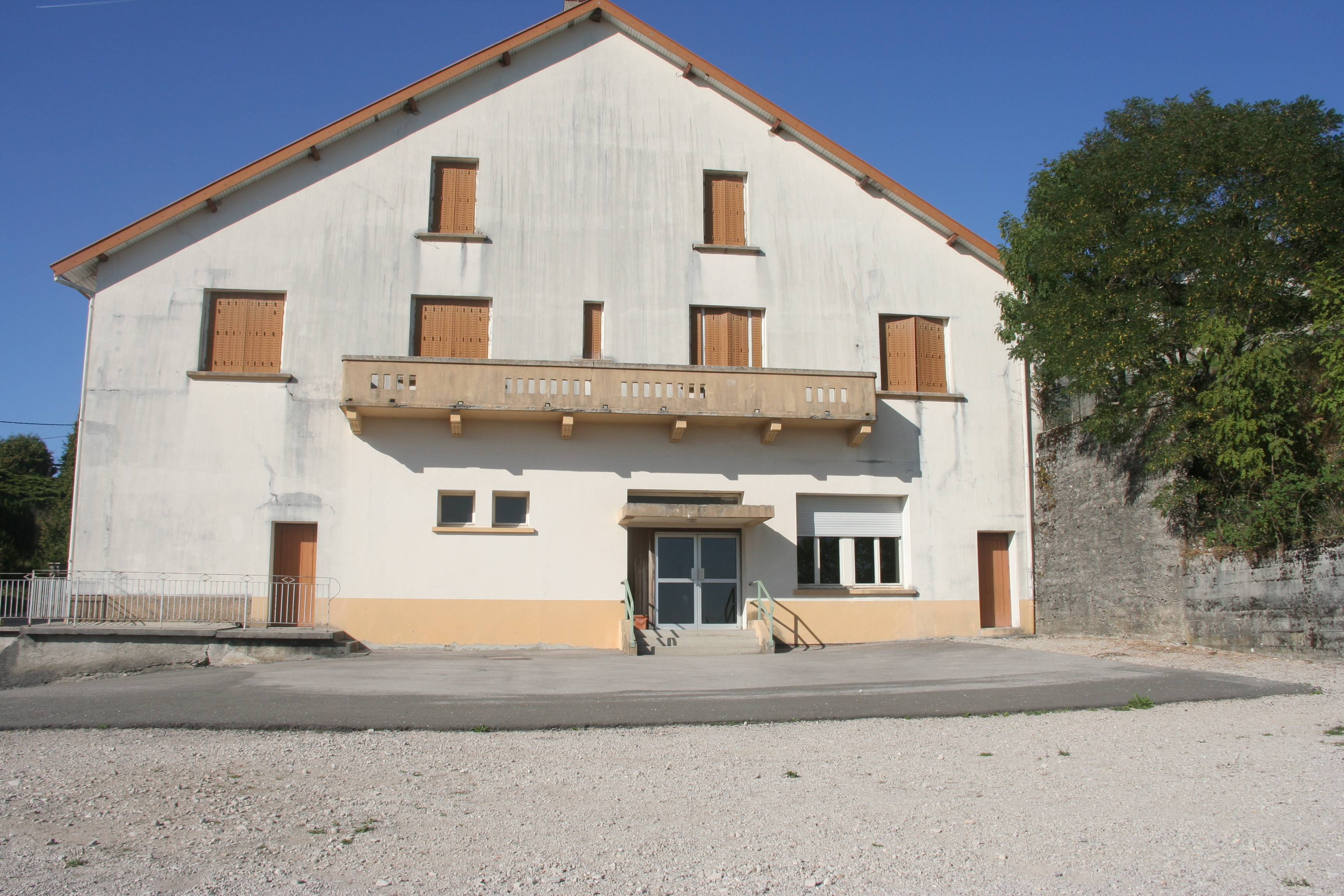
Salle des fêtes de Crotenay.

- Le village profite de l'attractivité touristique de la région à travers la location de gîtes et les propositions de services axés autour des sports de nature[23]. La proximité de la rivière de l'Ain est réputée pour les pêcheurs. Il y a aussi deux étangs pour le plaisir des pêcheurs.
- L'école primaire accueille tous les enfants du village jusqu'au CM2.
- La présence de l'EREA[24] (Établissement Régional d'Enseignement Adapté) est sur le lieu d'ancienne colonies de vacances et des camps des ex-chantiers de jeunesses.
- L'aéroclub de Champagnole se trouve sur la commune de Crotenay.
- Le club d'aéromodélisme se situe juste derrière l'aéroclub[25].
- L'Union Sportive de Crotenay Combe d'Ain, club de football[26], le Cirque Va et Vient[27], école de cirque, et le golf des Quatre Saisons[28], golf naturel, sont trois associations sportives du village.
- Dépôt de pain au bureau de poste.

## Culture locale et patrimoine

### Lieux et monuments

#### Voies
| 35 odonymes recensés à Crotenay au 10 novembre 2013 | 35 odonymes recensés à Crotenay au 10 novembre 2013 | 35 odonymes recensés à Crotenay au 10 novembre 2013 | 35 odonymes recensés à Crotenay au 10 novembre 2013 | 35 odonymes recensés à Crotenay au 10 novembre 2013 | 35 odonymes recensés à Crotenay au 10 novembre 2013 | 35 odonymes recensés à Crotenay au 10 novembre 2013 | 35 odonymes recensés à Crotenay au 10 novembre 2013 | 35 odonymes recensés à Crotenay au 10 novembre 2013 | 35 odonymes recensés à Crotenay au 10 novembre 2013 | 35 odonymes recensés à Crotenay au 10 novembre 2013 | 35 odonymes recensés à Crotenay au 10 novembre 2013 | 35 odonymes recensés à Crotenay au 10 novembre 2013 |
| Allée                                               | Avenue                                              | Boulevard                                           | Chemin                                              | Impasse                                             | Montée                                              | Passage                                             | Place                                               | Route                                               | Rue                                                 | Ruelle                                              | Autres                                              | Total                                               |
| --------------------------------------------------- | --------------------------------------------------- | --------------------------------------------------- | --------------------------------------------------- | --------------------------------------------------- | --------------------------------------------------- | --------------------------------------------------- | --------------------------------------------------- | --------------------------------------------------- | --------------------------------------------------- | --------------------------------------------------- | --------------------------------------------------- | --------------------------------------------------- |
| 0                                                   | 0                                                   | 0                                                   | 6                                                   | 5                                                   | 1                                                   | 1                                                   | 1                                                   | 1                                                   | 18                                                  | 1                                                   | 1                                                   | 35                                                  |
| Note de tableau « N »                               |                                                     |                                                     |                                                     |                                                     |                                                     |                                                     |                                                     |                                                     |                                                     |                                                     |                                                     |                                                     |
| Sources : rue-ville.info                            |                                                     |                                                     |                                                     |                                                     |                                                     |                                                     |                                                     |                                                     |                                                     |                                                     |                                                     |                                                     |

#### Édifices

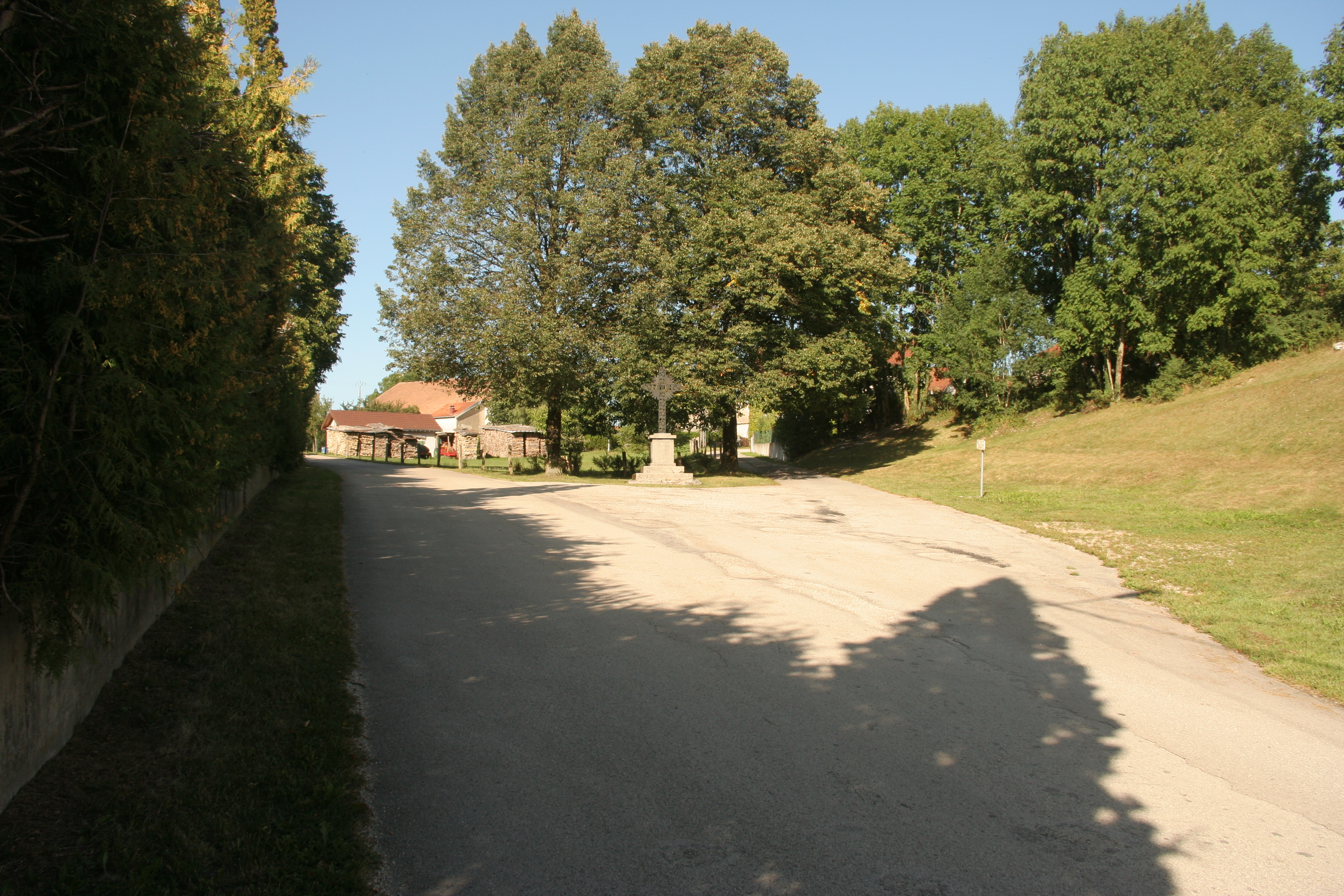
Croix.

- Vestiges du château (XIVe-XVIIe s), sur le Montsaugeon
- Église Saint-Pierre (XIXe s)
- Mairie (XIXe s)

#### Sites
- L'aérodrome de Champagnole - Crotenay (code OACI : LFGX) (XXe s), se trouve sur la commune. Ses pistes sont : 01 et 19. Il est à usage restreint, en particulier en raison de sa courte piste donnant vers une forêt en montée (vers le Nord) ;
- Centrale hydroélectrique (XXe s), inscrite à l'IGPC depuis 1997[29];
- Combe de l'Ain ;
- Forêt et côte de l'Heute ;
- Étangs ;
- Sablières ;
- Golf naturel.

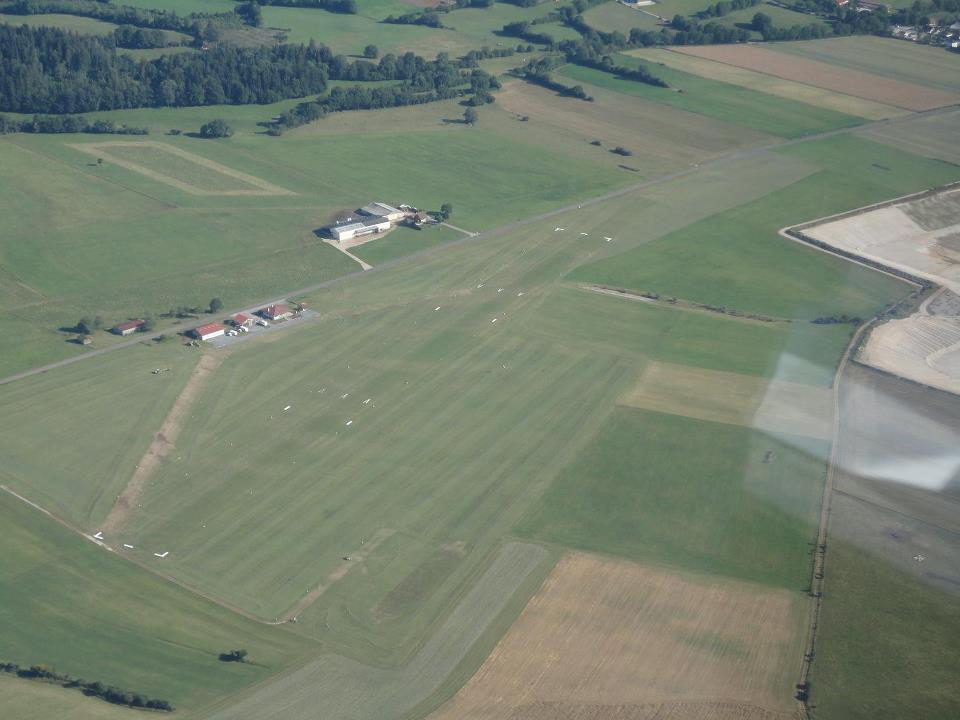
Aérodrome de Champagnole Crotenay LFGX.
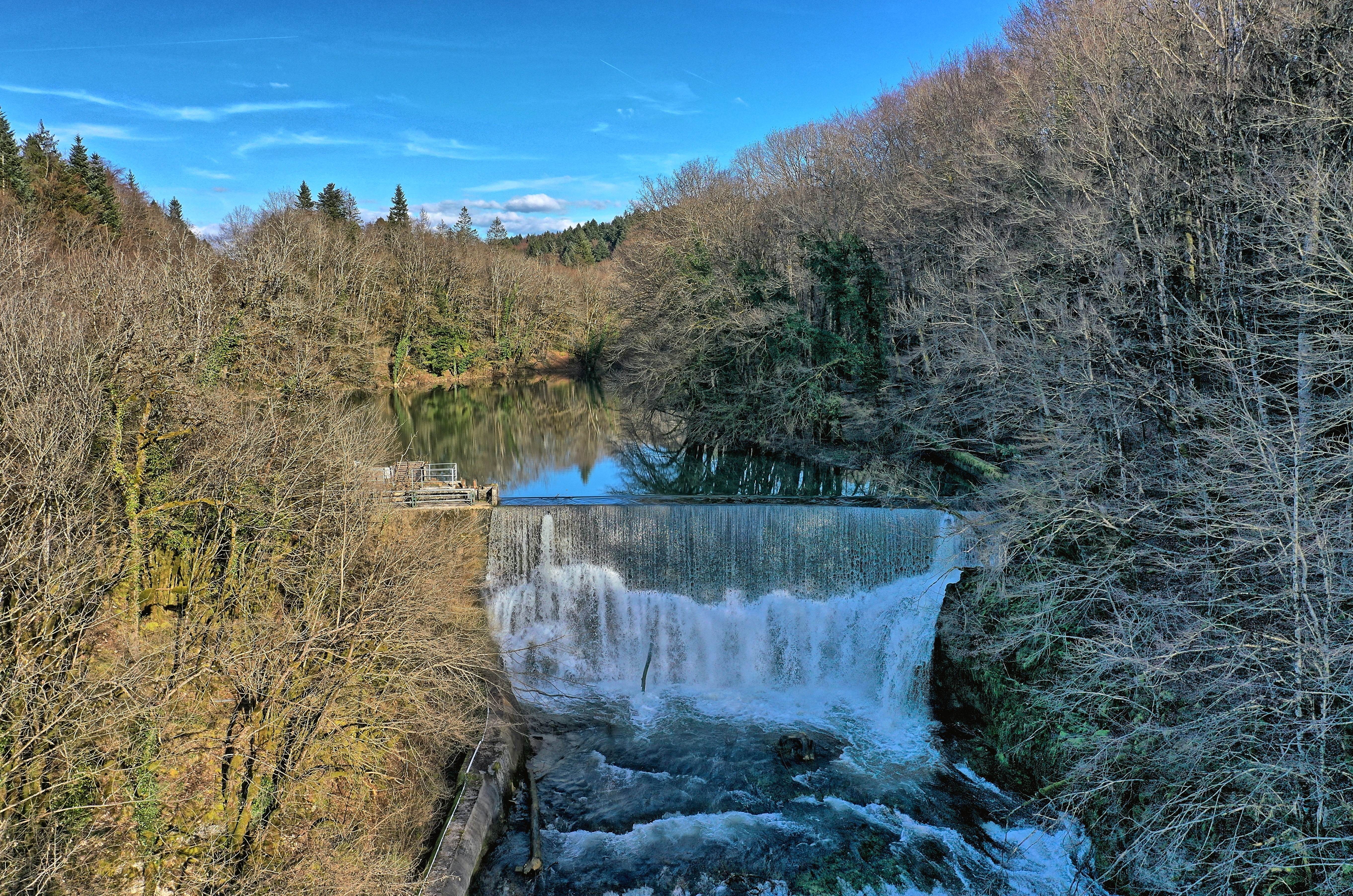
Barrage de la centrale électrique sur l'Angillon.

### Héraldique
| Blason de Crotenay | Blason  | D'azur à neuf besants d'argent 3,3,2 et 1.       |
| Blason de Crotenay | Détails | Le statut officiel du blason reste à déterminer. |